# The Dome tại Trung tâm America
The Dome tại Trung tâm America (tiếng Anh: The Dome at America's Center), được biết đến tại địa phương trong suốt thời gian tồn tại của sân đơn giản là "The Dome" hoặc gần đây là "The BattleDome", là một sân vận động đa năng được sử dụng cho các buổi hòa nhạc, hội nghị lớn và các sự kiện thể thao ở trung tâm thành phố St. Louis, Missouri, Hoa Kỳ. Trước đây được gọi là Trans World Dome từ 1995 đến 2001 và Edward Jones Dome từ 2002 đến 2016, sân được xây dựng chủ yếu để thu hút một đội NFL trở lại St. Louis và phục vụ như một không gian hội nghị.
The Dome đã nhận được đội thuê chính ban đầu với sự xuất hiện của Los Angeles Rams của National Football League, đội đã chuyển đến St. Louis cho mùa giải NFL 1995. Rams đã dành 21 mùa giải tiếp theo trong Dome, và đã ngừng thuê sau mùa giải NFL 2015 để trở về Los Angeles. St. Louis BattleHawks của XFL được trở lại bắt đầu chơi tại sân vận động vào đầu năm 2020.
The Dome cung cấp nhiều cấu hình sân vận động có thể tăng sức chứa tới 82.624 người. Mức độ chỗ ngồi bao gồm tầng dãy phòng điều hành sang trọng riêng với 120 phòng điều hành, tầng ghế câu lạc bộ riêng và dãy phòng điều hành sang trọng với 6.400 ghế câu lạc bộ, tầng phòng chờ (tầng dưới) với 28.352 chỗ ngồi và tầng bậc thang (tầng trên) với 29.400 chỗ ngồi.
The Dome là một phần của trung tâm hội nghị Trung tâm America. Phần hội nghị có diện tích lớn hơn nhiều và tiếp giáp với phía tây của Dome, đường Cole về phía bắc, Broadway ở phía đông và Convention Plaza ở phía nam. Sân vận động được phục vụ bởi ga tàu MetroLink của Trung tâm Hội nghị.

## Sự kiện đáng chú ý

### Bóng đá
The Dome đã tổ chức một trận đấu bóng đá vào ngày 13 tháng 10 năm 2007, khi đội tuyển bóng đá nữ quốc gia Hoa Kỳ (USWNT) có trận đấu giao hữu với đội tuyển bóng đá nữ quốc gia México. Hoa Kỳ giành chiến thắng với tỷ số 5–1. Trận đấu có số lượng khán giả theo dõi là 10.861 người.
The Dome đã tổ chức một trận đấu bóng đá vào ngày 10 tháng 8 năm 2013, khi Real Madrid và Internazionale có trận đấu giao hữu. Trận đấu có 54.184 người hâm mộ theo dõi, lượng khán giả kỷ lục cho một trận đấu bóng đá ở St. Louis.
| Ngày                 | Đội thắng   | Kết quả | Đội thua       | Giải đấu            | Khán giả |
| -------------------- | ----------- | ------- | -------------- | ------------------- | -------- |
| 13 tháng 10 năm 2007 | Hoa Kỳ      | 5–1     | México         | Giao hữu bóng đá nữ | 10.861   |
| 10 tháng 8 năm 2013  | Real Madrid | 3–0     | Internazionale | Giao hữu            | 54.184   |